# Georgskirche (Bickelsberg)

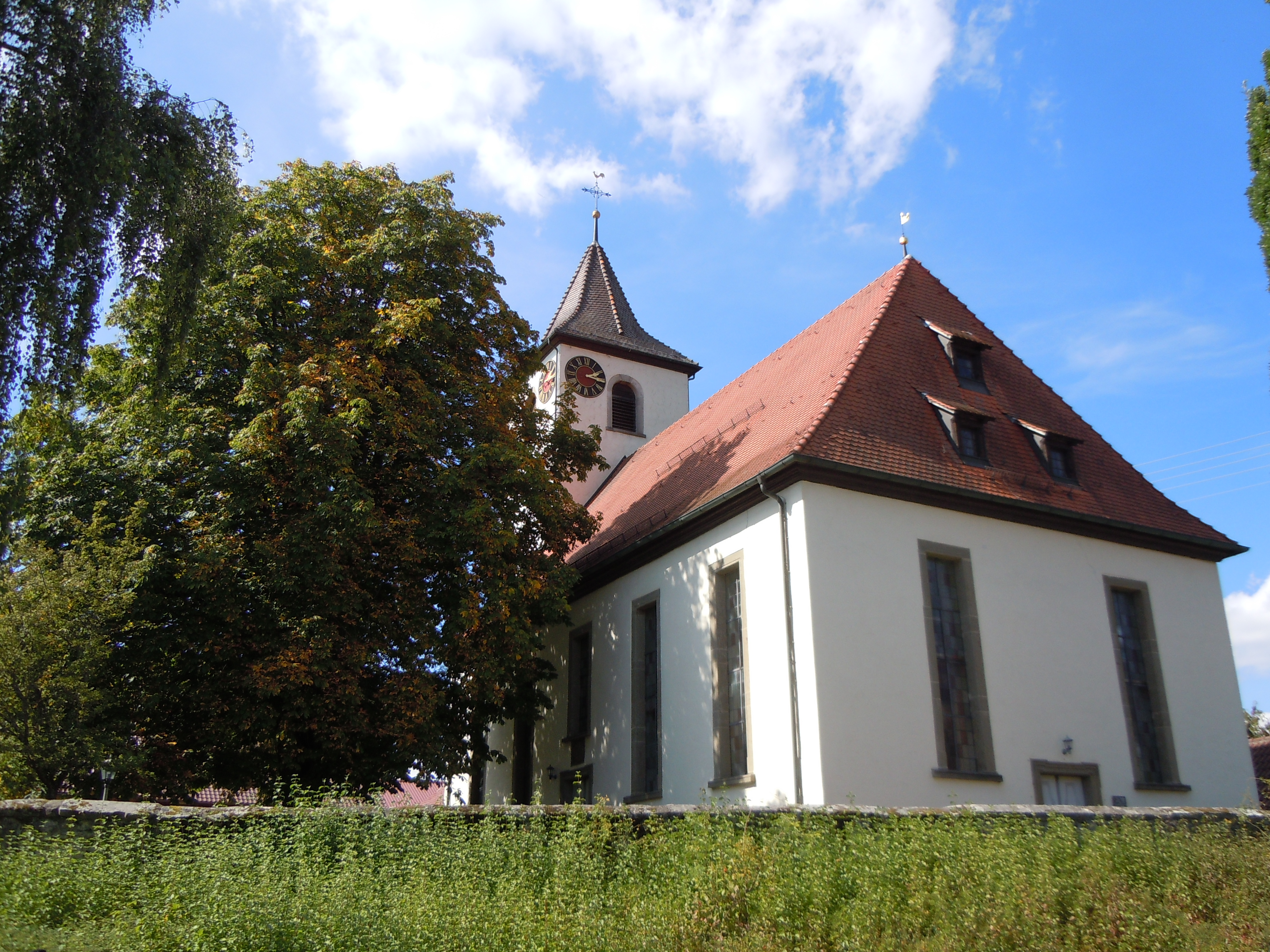

Die Georgskirche in Bickelsberg, einem Stadtteil von Rosenfeld im baden-württembergischen Zollernalbkreis, ist eine denkmalgeschützte evangelische Pfarrkirche, die im Jahre 1746 im Stil des Bauernbarock erbaut wurde. Sie gehört zur Verbundkirchengemeinde Bickelsberg-Brittheim im Kirchenbezirk Sulz am Neckar.

## Geschichte und Architektur
Der Glockenturm stammt im Kern von einem älteren Vorgängerbau und weist romanische Elemente auf. Das Kirchenschiff wurde als Saalkirche mit seitlicher Empore im Stil des Bauernbarock im Jahr 1746 erbaut und ist bis heute weitgehend unverändert erhalten. Die Kirche wurde mit 500 Sitzplätzen damals vergleichsweise groß dimensioniert. Sie sollte perspektivisch auch der Brittheimer Gemeinde Platz bieten. In den 1950er Jahren erfolgte eine Generalsanierung. Zu dieser Zeit wurde auch das Kriegerdenkmal mit einem Sgraffito des Erzengels Michael im Kirchenschiff angebracht. Eine weitere Sanierung erfolgte im Jahr 2006. 
Im Sommer 2022 wurde das Gebäude wegen plötzlich aufgetretener Mauerwerksschäden vorübergehend geschlossen.

## Ausstattung
- Spätgotischer Taufstein, wohl von 1505
- Kanzel aus dem Jahr 1751 mit Darstellung der vier Evangelisten und Martin Luthers
- Orgelprospekt aus dem 18. Jahrhundert
- Gefallenendenkmal mit Sgraffito des Erzengels Michael von 1958

## Glocken
Im Turm der Georgskirche hängen zwei Glocken, deren Töne zusammen eine große Terz bilden.
| Nr. | Name          | Ø (mm) | Masse (kg) | Nominal (HT-1/16) | Gussjahr | Glockengießer    |
| 1   | Große Glocke  |        |            | b1 –1/8           | 1949     | Kurtz, Stuttgart |
| 2   | Kleine Glocke |        |            | d1 ±0             | 1896     | Kurtz, Stuttgart |